# Parafia św. Marcina we Wrockach
Parafia Świętego Marcina we Wrockach – parafia rzymskokatolicka, znajdująca się w diecezji toruńskiej, w dekanacie Golub.
Na obszarze parafii leżą miejscowości: Wrocki, Cieszyny, Florencja, Grabówiec, Józefat, Kujawa, Pląchoty, Pusta Dąbrówka, Słoszewy, Wymokłe. 